# Mistrzostwa Polski w hokeju na lodzie
Mistrzostwa Polski w hokeju na lodzie mężczyzn (MP) – cykliczne, krajowe rozgrywki sportowe, organizowane regularnie co roku (co sezon, z kilkoma wyjątkami) przez Polski Związek Hokeja na Lodzie (w latach 1927–1999), a od 1999 przez Polską Ligę Hokejową dla polskich męskich klubów hokeja na lodzie, mające na celu wyłonienie najlepszego z nich. Od samego początku rywalizacja stojąca najwyżej w hierarchii polskiego hokeja.

## Historia

### Okres międzywojenny
Hokej na lodzie w wersji kanadyjskiej na ziemiach polskich był uprawiany od początku XX wieku, jednak organizacyjnie rozwinął się kilka lat po odzyskaniu niepodległości. 16 stycznia 1924 roku, z inicjatywy Polskiego Związku Łyżwiarskiego, została utworzona Komisja Organizacyjna Polskiego Związku Hockeyowego. W tym czasie prężnie rozwijały się ośrodki hokejowe w Warszawie, Krakowie i Lwowie, gdzie powstało kilkanaście klubów. Rozgrywały one między sobą mecze w oparciu o przetłumaczone na język polski międzynarodowe przepisy gry w hokeja na lodzie. 21 lutego 1925 roku podczas, zorganizowanego w Warszawie, Walnego Zgromadzenia przedstawiciele czterech stołecznych klubów: Akademickiego Związku Sportowego, Polonii, Warszawianki oraz Warszawskiego Towarzystwa Łyżwiarskiego powołali Polski Związek Hokeja na Lodzie. Prezesem został wybrany inż. Wacław Znajdowski.

### Pierwsze mistrzostwa Polski
Związek po kilku tygodniach przygotował regulamin rozgrywek o mistrzostwo kraju i jeszcze w tym samym roku rozpoczął zmagania. Inauguracyjnych mistrzostw Polski (1925/1926) jednak nie dokończono. Pomiędzy grudniem 1925 a lutym 1926 rozegrano bowiem jedynie fazę eliminacyjną, zaś planowanego na 19–21 lutego 1926 turnieju finałowego nie przeprowadzono w wyniku uzgodnień dokonanych przez zakwalifikowane do niego kluby.
Drugie mistrzostwa Polski odbyły się w 1927 roku, a poprzedziły je rozgrywki na szczeblu okręgowym. Mistrzowie pięciu okręgów: lwowskiego (Pogoń), poznańskiego (PKŁ), krakowskiego (Cracovia), warszawskiego (AZS) oraz pomorskiego (TKS) w dniach 21-23 stycznia 1927 roku w Zakopanem rywalizowali o tytuł Mistrza Polski. W mistrzostwach udział wzięła również drużyna Warszawskiego Towarzystwa Łyżwiarskiego. Z rywalizacji wycofała się drużyna TKS Toruń, która z powodu problemów z dojazdem dotarła do Zakopanego pierwszego dnia mistrzostw o godz. 21.00.  Hokeiści rozgrywali swoje mecze na niewymiarowym i źle przygotowanym lodowisku Szkoły Zdobniczej. W zmaganiach zwyciężyła drużyna AZS Warszawa, w której w większości występowali reprezentanci Polski. Hokeiści AZS-u przewyższali rywali pod względem technicznym, taktycznym oraz w sprzęcie hokejowym. Większość drużyn nie miała jednolitych strojów, używała zamiast łyżew hokejowych, łyżwy do jazdy figurowej lub półpanczenów, a bramkarze zamiast bramkarskich, używali zwykłych kijów hokejowych.

### Próba utworzenia ligi

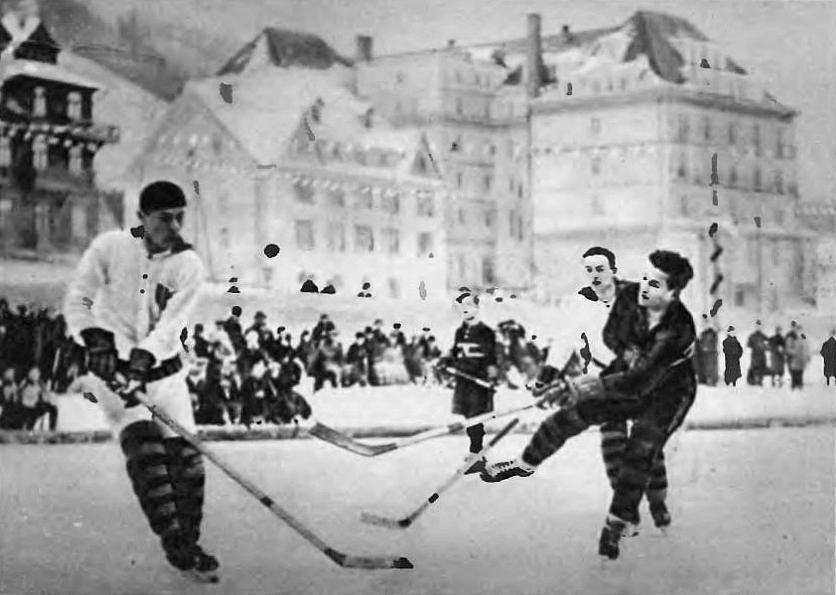
Mecz o mistrzostwo Polski w 1928 roku pomiędzy Pogonią Lwów a Legią Warszawa

Od pierwszego w historii zakończonego sezonu zmagań o tytuł mistrza Polski (tj. w 1927) do edycji 1954/1955 rozgrywki, mające na celu wyłonienie najlepszej drużyny hokejowej w Polsce, toczyły się dwuetapowym systemem nieligowym. W pierwszej fazie MP wszystkie zespoły walczyły w poszczególnych okręgach (w ich skład wchodziły po dwa lub trzy województwa), a najlepsze ekipy uzyskiwały awans do centralnego turnieju finałowego MP. Odbywał się on w jednym miejscu, w ciągu 2-3 dni, a jego zwycięzca otrzymywał tytuł mistrzowski.
W 1928 roku mistrzostwa Polski ponownie odbyły się w Zakopanem. Wzięły w nich udział zwycięzcy pięciu okręgów: Legia Warszawa, TKS Toruń, Pogoń Lwów, AZS Wilno, Cracovia oraz obrońca tytułu AZS Warszawa. Ze względu na przygotowania reprezentacji Polski do Igrzysk Olimpijskich w Sankt Moritz, turniej finałowy odbył się w dniach 6–9 stycznia. Przed rozpoczęciem rozgrywek z rywalizacji wycofała się Cracovia. Podobnie jak przed rokiem mistrzostwo Polski wywalczyli hokeiści AZS Warszawa, pokonując wysoko wszystkich przeciwników. W 1929 roku turniej finałowy został rozegrany w Krynicy.
W 1938 po raz pierwszy oficjalnie podjęto w Polsce próbę powołania ligi hokejowej, jednak planów nie udało się sfinalizować, m.in. na skutek wybuchu II wojny światowej.
Sezon 1949/1950 był rozgrywany pod nazwą Liga PZHL. Edycja 1950/1951 była prowadzona w ramach Mistrzostw Polski Zrzeszeń Sportowych. W 1955 władze Polskiego Związku Hokeja na Lodzie podjęły decyzję o gruntownej reformie systemu rozgrywek o MP i wprowadzeniu w jej ramy modelu ligowego. Dlatego od sezonu 1955/1956 do dziś rywalizacja o miano najlepszej drużyny w Polsce toczona jest w formule ligowej:
- od edycji 1955/1956 do sezonu 1998/1999 nosiła ona miano I ligi, zwanej również Ekstraklasą (zarządzanej przez Polski Związek Hokeja na Lodzie),
- od edycji 1999/2000 do sezonu 2012/2013 prowadzona była – jako liga zawodowa – pod szyldem Ekstraligi (zarządzanej przez Polską Ligę Hokejową Sp. z o.o.),
- od edycji 2013/2014 do chwili obecnej prowadzona jest ona – jako liga zawodowa – pod nazwą Polska Hokej Liga (zarządzana przez Polską Hokej Ligę Sp. z o.o.).

Sezon PHL 2019/2020 został przedwcześnie zakończony z powodu epidemii koronawirusa, a medale mistrzostw Polski zostały przyznane w sposób uznaniowy w oparciu o klasyfikację ligową w tabeli po sezonie zasadniczym.

## Medaliści

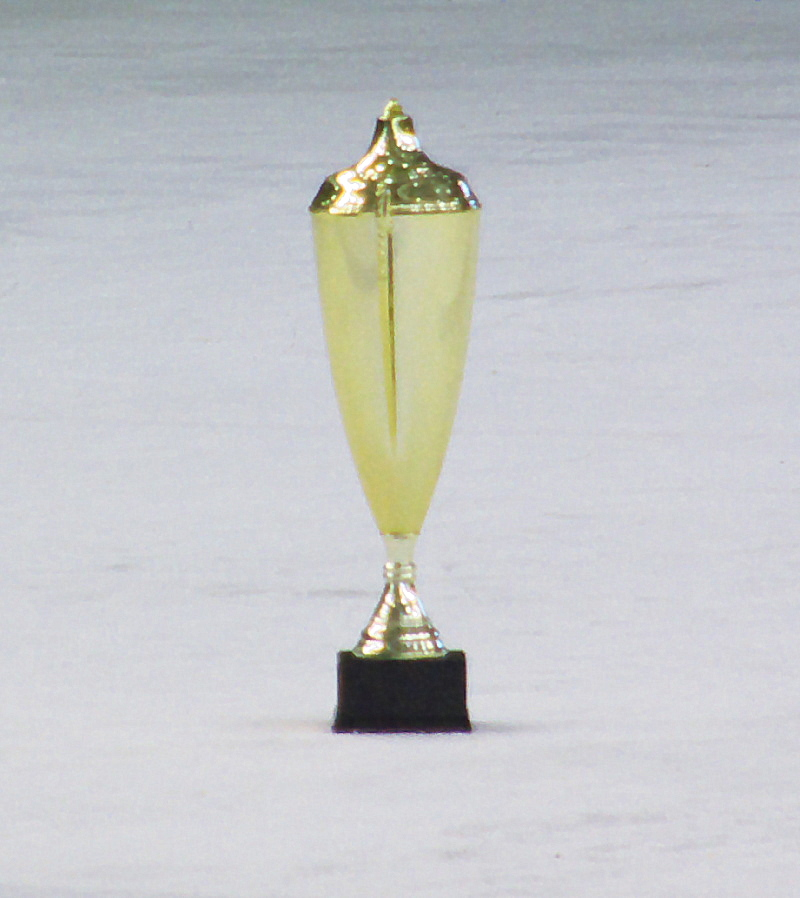
Trofeum za mistrzostwo Polski w hokeju na lodzie mężczyzn.

| 1926 | Mistrzostw Polski nie dokończono.  | Mistrzostw Polski nie dokończono.  | Mistrzostw Polski nie dokończono.                           | Mistrzostw Polski nie dokończono.                           |                                                             |                                                             |
| 1927 | 1                                  | AZS Warszawa                       | WTŁ Warszawa                                                | Pogoń Lwów                                                  |                                                             |                                                             |
| 1928 | 2                                  | AZS Warszawa                       | Legia Warszawa                                              | TKS Toruń                                                   |                                                             |                                                             |
| 1929 | 3                                  | AZS Warszawa                       | Pogoń Lwów                                                  | Legia Warszawa                                              |                                                             |                                                             |
| 1930 | 4                                  | AZS Warszawa                       | Pogoń Lwów                                                  | Legia Warszawa                                              |                                                             |                                                             |
| 1931 | 5                                  | AZS Warszawa                       | Legia Warszawa                                              | AZS Poznań                                                  |                                                             |                                                             |
| 1932 | Mistrzostwa Polski nie odbyły się. | Mistrzostwa Polski nie odbyły się. | Mistrzostwa Polski nie odbyły się.                          | Mistrzostwa Polski nie odbyły się.                          |                                                             |                                                             |
| 1933 | 1                                  | Legia Warszawa                     | —                                                           | AZS Poznań                                                  |                                                             |                                                             |
| 1933 | 1                                  | Pogoń Lwów                         | —                                                           | AZS Poznań                                                  |                                                             |                                                             |
| 1934 | 1                                  | AZS Poznań                         | Czarni Lwów                                                 | Lechia Lwów                                                 |                                                             |                                                             |
| 1935 | 1                                  | Czarni Lwów                        | Lechia Lwów                                                 | Cracovia                                                    |                                                             |                                                             |
| 1936 | Mistrzostwa Polski nie odbyły się. | Mistrzostwa Polski nie odbyły się. | Mistrzostwa Polski nie odbyły się.                          | Mistrzostwa Polski nie odbyły się.                          |                                                             |                                                             |
| 1937 | 1                                  | Cracovia                           | Warszawianka                                                | KTH Krynica                                                 |                                                             |                                                             |
| 1938 | Mistrzostwa Polski nie odbyły się. | Mistrzostwa Polski nie odbyły się. | Mistrzostwa Polski nie odbyły się.                          | Mistrzostwa Polski nie odbyły się.                          |                                                             |                                                             |
| 1939 | 1                                  | Dąb Katowice                       | Warszawianka                                                | Ognisko Wilno                                               |                                                             |                                                             |
| 1946 | 2                                  | Cracovia                           | ŁKS Łódź                                                    | Siła Giszowiec                                              |                                                             |                                                             |
| 1947 | 3                                  | Cracovia                           | Wisła Kraków                                                | ŁKS Łódź                                                    |                                                             |                                                             |
| 1948 | 4                                  | Cracovia                           | Mistrzostwa Polski nie odbyły się, tytuł przyznano MP 1947. | Mistrzostwa Polski nie odbyły się, tytuł przyznano MP 1947. | Mistrzostwa Polski nie odbyły się, tytuł przyznano MP 1947. | Mistrzostwa Polski nie odbyły się, tytuł przyznano MP 1947. |
| 1949 | 5                                  | Cracovia                           | KTH Krynica                                                 | Legia Warszawa                                              |                                                             |                                                             |
| 1950 | 1                                  | KTH Krynica                        | Górnik Janów                                                | Kolejarz Toruń                                              |                                                             |                                                             |
| 1951 | 2                                  | Legia Warszawa                     | Unia Krynica                                                | Ogniwo Kraków                                               |                                                             |                                                             |
| 1951 | 2                                  | Legia Warszawa                     | Unia Krynica                                                | Górnik Janów                                                |                                                             |                                                             |
| 1952 | 3                                  | Legia Warszawa                     | Górnik Janów                                                | KTH Krynica                                                 |                                                             |                                                             |
| 1953 | 4                                  | Legia Warszawa                     | KTH Krynica                                                 | Górnik Janów                                                |                                                             |                                                             |
| 1954 | 5                                  | Legia Warszawa                     | Gwardia Bydgoszcz                                           | Górnik Janów                                                |                                                             |                                                             |
| 1955 | 6                                  | Legia Warszawa                     | Gwardia Bydgoszcz                                           | Górnik Katowice                                             |                                                             |                                                             |
| 1956 | 7                                  | Legia Warszawa                     | Górnik Katowice                                             | Start Katowice                                              |                                                             |                                                             |
| 1957 | 8                                  | Legia Warszawa                     | Górnik Katowice                                             | KTH Krynica                                                 |                                                             |                                                             |
| 1958 | 1                                  | Górnik Katowice                    | Legia Warszawa                                              | Podhale Nowy Targ                                           |                                                             |                                                             |
| 1959 | 9                                  | Legia Warszawa                     | Górnik Katowice                                             | ŁKS Łódź                                                    |                                                             |                                                             |
| 1960 | 2                                  | Górnik Katowice                    | Legia Warszawa                                              | Podhale Nowy Targ                                           |                                                             |                                                             |
| 1961 | 10                                 | Legia Warszawa                     | Górnik Katowice                                             | Podhale Nowy Targ                                           |                                                             |                                                             |
| 1962 | 3                                  | Górnik Katowice                    | Legia Warszawa                                              | Podhale Nowy Targ                                           |                                                             |                                                             |
| 1963 | 11                                 | Legia Warszawa                     | Podhale Nowy Targ                                           | Górnik Katowice                                             |                                                             |                                                             |
| 1964 | 12                                 | Legia Warszawa                     | Podhale Nowy Targ                                           | Polonia Bydgoszcz                                           |                                                             |                                                             |
| 1965 | 4                                  | GKS Katowice                       | Legia Warszawa                                              | Polonia Bydgoszcz                                           |                                                             |                                                             |
| 1966 | 1                                  | Podhale Nowy Targ                  | Legia Warszawa                                              | GKS Katowice                                                |                                                             |                                                             |
| 1967 | 13                                 | Legia Warszawa                     | GKS Katowice                                                | Pomorzanin Toruń                                            |                                                             |                                                             |
| 1968 | 5                                  | GKS Katowice                       | Pomorzanin Toruń                                            | Podhale Nowy Targ                                           |                                                             |                                                             |
| 1969 | 2                                  | Podhale Nowy Targ                  | GKS Katowice                                                | Pomorzanin Toruń                                            |                                                             |                                                             |
| 1970 | 6                                  | GKS Katowice                       | Podhale Nowy Targ                                           | Baildon Katowice                                            |                                                             |                                                             |
| 1971 | 3                                  | Podhale Nowy Targ                  | Naprzód Janów                                               | ŁKS Łódź                                                    |                                                             |                                                             |
| 1972 | 4                                  | Podhale Nowy Targ                  | Baildon Katowice                                            | Naprzód Janów                                               |                                                             |                                                             |
| 1973 | 5                                  | Podhale Nowy Targ                  | Naprzód Janów                                               | Baildon Katowice                                            |                                                             |                                                             |
| 1974 | 6                                  | Podhale Nowy Targ                  | Baildon Katowice                                            | Naprzód Janów                                               |                                                             |                                                             |
| 1975 | 7                                  | Podhale Nowy Targ                  | Baildon Katowice                                            | GKS Katowice                                                |                                                             |                                                             |
| 1976 | 8                                  | Podhale Nowy Targ                  | Baildon Katowice                                            | Naprzód Janów                                               |                                                             |                                                             |
| 1977 | 9                                  | Podhale Nowy Targ                  | Naprzód Janów                                               | Baildon Katowice                                            |                                                             |                                                             |
| 1978 | 10                                 | Podhale Nowy Targ                  | Zagłębie Sosnowiec                                          | Naprzód Janów                                               |                                                             |                                                             |
| 1979 | 11                                 | Podhale Nowy Targ                  | Zagłębie Sosnowiec                                          | ŁKS Łódź                                                    |                                                             |                                                             |
| 1980 | 1                                  | Zagłębie Sosnowiec                 | Podhale Nowy Targ                                           | ŁKS Łódź                                                    |                                                             |                                                             |
| 1981 | 2                                  | Zagłębie Sosnowiec                 | Podhale Nowy Targ                                           | GKS Tychy                                                   |                                                             |                                                             |
| 1982 | 3                                  | Zagłębie Sosnowiec                 | Podhale Nowy Targ                                           | Naprzód Janów                                               |                                                             |                                                             |
| 1983 | 4                                  | Zagłębie Sosnowiec                 | Polonia Bytom                                               | GKS Tychy                                                   |                                                             |                                                             |
| 1984 | 1                                  | Polonia Bytom                      | Zagłębie Sosnowiec                                          | Podhale Nowy Targ                                           |                                                             |                                                             |
| 1985 | 5                                  | Zagłębie Sosnowiec                 | Polonia Bytom                                               | Podhale Nowy Targ                                           |                                                             |                                                             |
| 1986 | 2                                  | Polonia Bytom                      | Podhale Nowy Targ                                           | Naprzód Janów                                               |                                                             |                                                             |
| 1987 | 12                                 | Podhale Nowy Targ                  | Polonia Bytom                                               | Naprzód Janów                                               |                                                             |                                                             |
| 1988 | 3                                  | Polonia Bytom                      | GKS Tychy                                                   | Zagłębie Sosnowiec                                          |                                                             |                                                             |
| 1989 | 4                                  | Polonia Bytom                      | Naprzód Janów                                               | Podhale Nowy Targ                                           |                                                             |                                                             |
| 1990 | 5                                  | Polonia Bytom                      | Podhale Nowy Targ                                           | Zagłębie Sosnowiec                                          |                                                             |                                                             |
| 1991 | 6                                  | Polonia Bytom                      | Unia Oświęcim                                               | Podhale Nowy Targ                                           |                                                             |                                                             |
| 1992 | 1                                  | Unia Oświęcim                      | Naprzód Janów                                               | Podhale Nowy Targ                                           |                                                             |                                                             |
| 1993 | 13                                 | Podhale Nowy Targ                  | Unia Oświęcim                                               | Polonia Bytom                                               |                                                             |                                                             |
| 1994 | 14                                 | Podhale Nowy Targ                  | Unia Oświęcim                                               | Górnik Katowice                                             |                                                             |                                                             |
| 1995 | 15                                 | Podhale Nowy Targ                  | Unia Oświęcim                                               | KKH Katowice                                                |                                                             |                                                             |
| 1996 | 16                                 | Podhale Nowy Targ                  | Unia Oświęcim                                               | TTH Toruń                                                   |                                                             |                                                             |
| 1997 | 17                                 | Podhale Nowy Targ                  | Unia Oświęcim                                               | KKH Katowice                                                |                                                             |                                                             |
| 1998 | 2                                  | Unia Oświęcim                      | Podhale Nowy Targ                                           | KKH Katowice                                                |                                                             |                                                             |
| 1999 | 3                                  | Unia Oświęcim                      | KTH Krynica                                                 | Podhale Nowy Targ                                           |                                                             |                                                             |
| 2000 | 4                                  | Unia Oświęcim                      | Podhale Nowy Targ                                           | KTH Krynica                                                 |                                                             |                                                             |
| 2001 | 5                                  | Unia Oświęcim                      | GKS Katowice                                                | Polonia Bytom                                               |                                                             |                                                             |
| 2002 | 6                                  | Unia Oświęcim                      | GKS Katowice                                                | GKS Tychy                                                   |                                                             |                                                             |
| 2003 | 7                                  | Unia Oświęcim                      | GKS Katowice                                                | Stoczniowiec Gdańsk                                         |                                                             |                                                             |
| 2004 | 8                                  | Unia Oświęcim                      | Podhale Nowy Targ                                           | GKS Tychy                                                   |                                                             |                                                             |
| 2005 | 1                                  | GKS Tychy                          | Unia Oświęcim                                               | Cracovia                                                    |                                                             |                                                             |
| 2006 | 6                                  | Cracovia                           | GKS Tychy                                                   | Podhale Nowy Targ                                           |                                                             |                                                             |
| 2007 | 18                                 | Podhale Nowy Targ                  | GKS Tychy                                                   | Cracovia                                                    |                                                             |                                                             |
| 2008 | 7                                  | Cracovia                           | GKS Tychy                                                   | Podhale Nowy Targ                                           |                                                             |                                                             |
| 2009 | 8                                  | Cracovia                           | GKS Tychy                                                   | Podhale Nowy Targ                                           |                                                             |                                                             |
| 2010 | 19                                 | Podhale Nowy Targ                  | Cracovia                                                    | GKS Tychy                                                   |                                                             |                                                             |
| 2011 | 9                                  | Cracovia                           | GKS Tychy                                                   | Unia Oświęcim                                               |                                                             |                                                             |
| 2012 | 1                                  | KH Sanok                           | Cracovia                                                    | Unia Oświęcim                                               |                                                             |                                                             |
| 2013 | 10                                 | Cracovia                           | JKH GKS Jastrzębie                                          | GKS Tychy                                                   |                                                             |                                                             |
| 2014 | 2                                  | KH Sanok                           | GKS Tychy                                                   | JKH GKS Jastrzębie                                          |                                                             |                                                             |
| 2015 | 2                                  | GKS Tychy                          | JKH GKS Jastrzębie                                          | MMKS Podhale Nowy Targ                                      |                                                             |                                                             |
| 2016 | 11                                 | Cracovia                           | GKS Tychy                                                   | Podhale Nowy Targ                                           |                                                             |                                                             |
| 2017 | 12                                 | Cracovia                           | GKS Tychy                                                   | Polonia Bytom                                               |                                                             |                                                             |
| 2018 | 3                                  | GKS Tychy                          | GKS Katowice                                                | Podhale Nowy Targ                                           |                                                             |                                                             |
| 2019 | 4                                  | GKS Tychy                          | Cracovia                                                    | GKS Katowice                                                |                                                             |                                                             |
| 2020 | 5                                  | GKS Tychy                          | Unia Oświęcim                                               | JKH GKS Jastrzębie, GKS Katowice                            |                                                             |                                                             |
| 2021 | 1                                  | JKH GKS Jastrzębie                 | Cracovia                                                    | GKS Tychy                                                   |                                                             |                                                             |
| 2022 | 7                                  | GKS Katowice                       | Unia Oświęcim                                               | JKH GKS Jastrzębie                                          |                                                             |                                                             |
| 2023 | 8                                  | GKS Katowice                       | GKS Tychy                                                   | Unia Oświęcim                                               |                                                             |                                                             |
| 2024 | 9                                  | Unia Oświęcim                      | GKS Katowice                                                | GKS Tychy                                                   |                                                             |                                                             |
| 2025 | 6                                  | GKS Tychy                          | GKS Katowice                                                | JKH GKS Jastrzębie                                          |                                                             |                                                             |

## Tabela medalowa
| p.  | Nazwa Klubu                           | I  | II | III | =  |
| --- | ------------------------------------- | -- | -- | --- | -- |
| 1.  | Podhale Nowy Targ                     | 19 | 11 | 17  | 47 |
| 2.  | Legia Warszawa                        | 13 | 7  | 3   | 23 |
| 3.  | Cracovia (Ogniwo Kraków)              | 12 | 4  | 4   | 20 |
| 4.  | Unia Oświęcim                         | 9  | 9  | 3   | 21 |
| 5.  | GKS Katowice (Górnik Katowice)        | 8  | 12 | 10  | 30 |
| 6.  | GKS Tychy                             | 6  | 10 | 8   | 24 |
| 7.  | Polonia Bytom                         | 6  | 3  | 3   | 12 |
| 8.  | Zagłębie Sosnowiec                    | 5  | 3  | 2   | 10 |
| 9.  | AZS Warszawa                          | 5  | 0  | 0   | 5  |
| 10. | KH Sanok                              | 2  | 0  | 0   | 2  |
| 11. | KTH Krynica (Unia Krynica)            | 1  | 4  | 4   | 9  |
| 12. | JKH GKS Jastrzębie                    | 1  | 2  | 4   | 6  |
| 13. | Pogoń Lwów                            | 1  | 2  | 1   | 4  |
| 14. | Czarni Lwów                           | 1  | 1  | 0   | 2  |
| 15. | AZS Poznań                            | 1  | 0  | 2   | 3  |
| 16. | Dąb Katowice                          | 1  | 0  | 0   | 1  |
| 17. | Naprzód Janów                         | 0  | 5  | 7   | 12 |
| 18. | Baildon Katowice                      | 0  | 4  | 3   | 7  |
| 19. | Górnik Janów                          | 0  | 2  | 3   | 5  |
| 20. | Polonia Bydgoszcz (Gwardia Bydgoszcz) | 0  | 2  | 2   | 4  |
| 21. | Warszawianka                          | 0  | 2  | 0   | 2  |
| 22. | ŁKS Łódź                              | 0  | 1  | 5   | 6  |
|     | KH Toruń (Pomorzanin Toruń)           | 0  | 1  | 5   | 6  |
| 24. | Lechia Lwów                           | 0  | 1  | 1   | 2  |
| 25. | WTŁ Warszawa                          | 0  | 1  | 0   | 1  |
|     | Wisła Kraków                          | 0  | 1  | 0   | 1  |
| 27. | Stoczniowiec Gdańsk                   | 0  | 0  | 1   | 1  |
|     | Start Katowice                        | 0  | 0  | 1   | 1  |
|     | Ognisko Wilno                         | 0  | 0  | 1   | 1  |
|     | Siła Giszowiec                        | 0  | 0  | 1   | 1  |

## Bilans klubów
| Liczba tytułów | Nazwa klubu         | Lata triumfów |
| -------------- | ------------------- | --- |
| 19             | Podhale Nowy Targ   | 1966, 1969, 1971, 1972, 1973, 1974, 1975, 1976, 1977, 1978, 1979, 1987, 1993, 1994, 1995, 1996, 1997, 2007, 2010 |
| 13             | Legia Warszawa      | 1933, 1951, 1952, 1953, 1954, 1955, 1956, 1957, 1959, 1961, 1963, 1964, 1967                                     |
| 12             | Cracovia            | 1937, 1946, 1947, 1948, 1949, 2006, 2008, 2009, 2011, 2013, 2016, 2017                                           |
| 9              | Unia Oświęcim       | 1992, 1998, 1999, 2000, 2001, 2002, 2003, 2004, 2024                                                             |
| 8              | Górnik/GKS Katowice | 1958, 1960, 1962, 1965, 1968, 1970, 2022, 2023                                                                   |
| 6              | Polonia Bytom       | 1984, 1986, 1988, 1989, 1990, 1991                                                                               |
| 6              | GKS Tychy           | 2005, 2015, 2018, 2019, 2020, 2025                                                                               |
| 5              | AZS Warszawa        | 1927, 1928, 1929, 1930, 1931                                                                                     |
| 5              | Zagłębie Sosnowiec  | 1980, 1981, 1982, 1983, 1985                                                                                     |
| 2              | KH Sanok            | 2012, 2014 |
| 1              | Pogoń Lwów          | 1933 |
| 1              | AZS Poznań          | 1934 |
| 1              | Czarni Lwów         | 1935 |
| 1              | Dąb Katowice        | 1939 |
| 1              | KTH Krynica         | 1950 |
| 1              | JKH GKS Jastrzębie  | 2021 |